# هود (اوز)
هود، روستایی از توابع بخش بیدشهر  ، شهرستان اوز در استان فارس ایران است.
این روستا در شمال شهر اوز و در مسیر اوز به جهرم و در ۹۲ کیلومتری جنوب شرقی جهرم واقع شده‌است. این روستا از روستاهای تاریخی ایران به‌شمار می‌آید که قدمتی بالا دارد. گویند در دوران قدیم روستا شهری بزرگ بوده‌است.

## جمعیت
دارای ۳۴۷ خانواده و جمعیت ۱۳۱۴ نفر جمعیت می‌باشد که عمده‌ی مردم آن از اهل سنت و از شاخه شافعی یعنی از پیروان امام محمد ادریس شافعی هستند. زبان ایشان فارسی است و به گویش اچمی تکلم می‌کنند.

## زبان
اَچُمی از گویش‌های به جا مانده از زبان فارسی پهلوی، مربوط به دوره ساسانیان و پیش از آن می‌باشد و یکی از هفت ریشه اصلی زبان فارسی کنونی است. امروزه به خاطر تفاوت‌های زیادش با زبان پارسی معیار به عنوان یک زبانِ مستقل از شاخهٔ زبان‌های ایرانی‌تبار جنوب غربی قلمداد می‌شود. اچمی بیدشهری نواده پارسی میانه محسوب می‌شود. این زبان به خاطر نگه داشتن واژگان بسیاری از پارسی میانه، زبانی خالصتر از زبان پارسی مدرن است و حتی هنوز ارتباط نزدیکی با پارسی باستان دارد.
بیشتر ساکنان جنوبی استان فارس و هرمزگان به این گویش صحبت می‌نمایند.اچمی از گویش‌های فارسی‌تبار یعنی متعلق به شاخه جنوب غربی زبان‌های ایرانی است. نام این گویش از کلمه اچم که به معنای برویم- بروم- می‌روم، می‌باشد، که به علت استفاده فراوان این لفظ در یاد دیگر فارسی زبانان می‌ماند. این گویش در جای جای منطقه جنوب به شکل‌های متنوعی خود را نشان داده و نمود کرده‌است که بیشتر این تفاوت‌ها در تلفظ واژگان است. گویش اچمی لهجه‌های بسیار فراوانی را در بر می‌گیرد.
گرچه به زبان همه ساکنان لارستان، لاری گفته می‌شود، این زبان در جای جای این منطقه نمودهای گوناگونی دارد که بیشتر این تفاوت‌ها در تلفظ واژگان است. زبان لارستانی بیش از چندین لهجه را دربر می‌گیرد: لاری، فرامرزی، بشکردی، کُوخِردی، خُنجی، اسیری، اِوَزی، جناحی (جمسی)، گَوده‌ای، گِراشی، فیشوَری، فداغی، بیخه‌ای ،و بَستَکی.
در بسیاری از مناطقی که به این گویش صحبت می‌کنند، کلمات و واژگانی خاص نسبت به بقیه مناطق اطراف خود به کار می‌برند که در بعضی موارد تأثیر گرفته از زبان‌های هندی، انگلیسی، پرتغالی و عربی است که به علت مراودات بسیار زیاد مردم این مناطق با کشورهای مختلف می‌باشد.

## امکانات
این روستای بزرگ، شامل امکانات زیر است:
هفت مسجد (خواهران و برادران)، کلاس حفظ با امکانات خوابگاهی (خاص دو ماه تابستان)، مدارس ابتدائی و راهنمایی پسران و دختران، پیش دبستانی، خانهٔ بهداشت، مرکز مخابرات، پارک محله‌ای، جادهٔ آسفالته، آب لوله‌کشی شدهٔ شیرین، برق منطقه‌ای شبانه‌روزی، دو سد و آبگیر مصنوعی، مجموعهٔ ورزشی، دشت‌های تفریحی، دو بلوک زنی، آپاراتی یا پنچرگیری و تعویض روغن ماشین آلات، دو کارواش (ماشین شویی)، و بانک تجارت، از امکانات موجود در روستا می‌باشند.

## گذران زندگی
گذران زندگی مردم از طریق کار در کشورهای عربی حوزهٔ خلیج فارس تأمین می‌شود. همچنین کشاورزی شغل مردم روستا است،
کشاورزی:
بر اساس نقشه و مدارک مستند، میزان مستثنیات اراضی از زمین‌های منابع ملی در روستای هود ۱۲۱۷ هکتار است که شامل قطعات متعدد در اطراف و جوانب روستا از آن جمله مناطق کوهستانی غرب و دشت شرق روستا است. بخش عمده‌ای از اراضی این روستا، آبی و بخشی نیز به صورت دیمی کاری، زراعت می‌شود. در هود آب‌های جاری یعنی رودخانه، چشمه و قنات وجود نداردو استحصال آب از طریق استفاده از موتور پمپ‌های دیزلی یا برقی صورت می‌پذیرد.
روش آبیاری در باغات از سیستم آبیاری تحت فشار، معروف به آبیاری قطره‌ای و در اراضی زراعی به روش سنتی و غرقابی است. اراضی این روستا، خرده مالکی است و بر اساس مدارک موجود، مشمول هیچکدام از مواد قانون اصلاحات اراضی واقع نشده‌است (هر چند که در این خصوص، در اراضی دیمکاری، اختلافاتی وجود دارد و در مورد شمول اراضی نسبت به قضیهٔ اصلاحات اراضی، اختلاف نظر وجود دارد).
در گذشته روش تقسیم محصول بین برزگر و مالک در زمین‌های آبی به صورت دو پنجم (برزگر) و سه پنجم (مالک) بوده‌است اما در شرایط فعلی به صورت یک چهارم (برزگر، کارگر کشاورزی مستأجر) و سه چهارم (مالک) بوده که همهٔ عوامل زراعی مانند (آب، زمین بذر و..) بجز آبیاری و مراحل داشت محصول که زارع یا مستأجر معمولاً عهده‌دار است، به عهدهٔ مالک است.
درآمد کشاورزان که معمولاً از یک کاشت زمستانه استفاده می‌نمایند، تابع شرایط آب و هوایی و میزان بارندگی است و در مقابل، هزینه‌های جاری نیز به شرایط یاد شده ارتباط دارد که در مجموع، هزینه‌های کل در حدود پنجاه درصد در آمد ناخالص است.

## وضعیت جغرافیایی
ارتفاعش از سطح دریا در حدود ۹۵۰ متر و از سمت شمال به روستای کاریان و از سمت شرقی به روستای بیدشهر و (شهر  کوره  «مرکز بخش») و دریاچهٔ فصلی مجاورت دارد.
این روستا به جز از سمت شرق، محصور در ناهمواری‌های کوهستانی و محدودهٔ آن در حدود ۲۰۰ کیلومتر مربع است که غربی‌ترین و آخرین روستای بخش بیدشهر و بر سر راه اوز - شیراز از طریق راه جهرم قرار داشته و یکی از خوش آب و هواترین مناطق شهرستان اوز و از لحاظ وفور منابع آب شیرین از نادرترین نقاط آن است، چرا که از لحاظ اکولوژی و زمین ساختی در دامنهٔ مناسبترین مخروط افکنهٔ قلهٔ چابار استقرار یافته و به برکت آب‌های نشتی از غارهای آهکی کوهستان‌های جنوبی که به صورت طبیعی و خدادادی محصور در یک لایه محافظ مارنی است. محدوده‌ای هرچند کوچک در آن غنی از منابع گوارای آب آشامیدنی و به منزلهٔ یک سد طبیعی زیر زمینی در مقابل هجوم آب‌های شور منطقه حاصل از وجود گنبدهای نمکی و گچی دشت و کوهپایه‌های اوز است.

## پوشش گیاهی
پوشش گیاهی منطقه از گونه‌های گرمسیری زاگرس و شامل درخت و درختچه‌های هر چند تنک و کم پشت کنار (سدر) است که از گونه‌های منحصر بفرد لارستان است (به حکایت نوشته‌های ابن بطوطه، جهانگرد مشهور مراکشی هنگام عبور از لارستان در عهد صفویه، گویا از لار تا خنج، همه جا جز جنگل‌های انبوه و سایه سارهای کنار چیزی مشاهده نکرده‌است؛ و اگر بزرگنمائی و غلو نکرده باشد می‌گوید: خورشید را به چشم ندیدم)، بادام کوهی و در ارتفاعات، گیاهان صنعتی چون آنغوزه و گونی زده و گیاهان مرتعی متنوع و پر گل و بعضاً گیاهان داروئی همچون آویشن، بابونه، گلپر، گلرنگ و غیره یافت می‌شود.

## گونه‌های جانوری
از لحاظ حیات وحش در گذشته در دشت‌ها، آهو، گرگ، روباه، گراز (خوک وحشی)، خارپشت (به زبان محلی: چوله یا صید)، جوجه تیغی، کفتار و شغال و در کوهستان‌ها انواع بزکوهی (کل، میش و قوچ) فراوان یافت می‌شد، که متأسفانه نسل بسیاری از آن‌ها در حال انقراض و نابودی است. لازم به توضیح است که این منطقه یکی از اولین زیستگاه‌های کفتار بوده، همچنین قوچ وحشی لارستانی از گونه‌های شناخته شدهٔ حیات وحش ایران است.

## تاریخچهٔ روستا
گرچه متأسفانه این روستا همچون سایر روستاهای کشور و منطقه، دارای تاریخ علمی شناخته شده‌ای نیست ولی به لحاظ مجاورت و همسایگی با روستای باستانی کاریان و با توجه به آثار به جا مانده که هر کدام در شمار و اندازهٔ آثار قابل ثبت مواریث فرهنگی مملکت است، قدمت این روستا مربوط به سال‌های متمادی قبل از اسلام است. آثار و بقایای قلعه‌هایی همچون تمب پس تمب (تمب یا قلعهٔ پاس تمب)، قلعهٔ زیردژ، قلعهٔ شهرستان، قلعهٔ خندقی و قلعهٔ جهان‌آباد (جهنو)، حاکی از قدمت و دیرینگی و گسترهٔ وسیع و آبادانی و رونق این روستا از سده‌های قبل از اسلام است.
در گذشته‌های نه چندان دور، مورخینی همچون میرزا حسن حسینی فسائی، صاحب کتاب فارسنامهٔ ناصری و نصیرالملک صاحب کتاب آثار العجم از این روستا در نوشته‌های خویش نام برده‌اند. دانشمند فرهیخته و مورخ نامدار، محمد ابراهیم باستانی پاریزی از اساتید برجستهٔ دانشگاه تهران در کتاب حماسهٔ کویر تحت عنوان آثار وجودی قلم به دست‌ها و شمشیر به دست‌ها، از مبارزات شخصی به نام فضلعلی قلعه تیری هودی نام می‌برد که به مدت پانزده سال با اقوام و اقارب خویش در قلعهٔ هود (که هنوز در ورودی روستا آثارش باقی است)، معتمد الدولة فرهاد میرزا شاهزادهٔ قاجار و فرمانروای فارس و محمد علی قوام الملک را گرفتار و در حملات سرکوب گرانه، آنان را زمین گیر نموده‌است.
در ناسخ التواریخ و تاریخ جهانگیریه به تألیف محمد اعظم خان بستگی پیرامون همین موضوع از هود و چهره‌های نامدار آن نام برده شده‌است. بخصوص شخص معتمد الدوله فرهاد میرزای قاجار در کتاب خویش شرح مفصلی در موضوع یاد شده آورده‌است. وجه تسمیهٔ این روستا به درستی معلوم نیست و واژه‌هایی همچون هودژ، هوده یا هد (به معنای سود و فایده در مقابل بیهوده) به آن نسبت می‌دهند لکن رایج‌ترین روایت با نسبت این روستا به هود پیامبر (ع) یا نام شخصی به همین نام ممکن است بوده باشد.

## آثار باستانی
در روستای هود آثار باستانی واماکن دیدنی گوناگونی وجود دارد، و با توجه به توضیحات بالا به وفور یافت می‌شود که عبارت‌اند از:
- قلعه زیر دژ
- قلعه پس تمب
- آرامگاه امامزاده شاه ولی
- آرامگاه امامزاده میرمنصور واقع در شهر کوره
- گورستان زندان منم مجنون
- مسجد جامع
- قلعه جویمی